# Adam Ashburnham
Adam Ashburnham foi um parlamentar inglês no século 16, que representou Winchelsea no Parlamento da Inglaterra de 1593 a 1597. O seu neto foi Sir Denny Ashburnham, 1º Baronete, Membro do Parlamento por Hastings de 1660 a 1689.